# Сей, Абдулай
Абдулайе Сей (фр. Abdoulaye Seye; 30 июля 1934, Сен-Луи, Французская Западная Африка — 13 октября 2011, Тиес, Сенегал) — сенегальский легкоатлет, бронзовый призёр летних Олимпийских игр в Риме (1960) в беге на 200 м (выступал за сборную Франции).

## Биография
В 1959 г. завоевал золотую медаль Средиземноморских игр на дистанции 100 м. На Летних играх в Риме (1960) стал третьим в забеге на 200 м, показав личный рекорд (20,83 сек.). Около 100 метров он добрался до четвертьфинала в 4 х 100 метров реле, он ушел из сборной Франции в главной роли.
Являлся двукратным чемпионом Франции на дистанции 200 м (1956 и 1959 гг.), в 1958 г. — завоевал «серебро». В 1959 г. стал лучшим на 100-метровке. 